# 9914 Obukhova
A 9914 Obukhova (ideiglenes jelöléssel 1976 UJ4) a Naprendszer kisbolygóövében található aszteroida. Ljudmila Vasziljevna Zsuravljova fedezte fel 1976. október 28-án.